# Andreas Bronst
Andreas Bronst (Rochlitz, Alemania, 12 de noviembre de 1957) es un gimnasta artístico alemán, que compitió representado a Alemania del Este, llegando a ser subcampeón olímpico en 1980 en el concurso por equipos.

## 1980
En los JJ. OO. de Moscú gana la medalla de plata el concurso por equipos —por detrás de la Unión Soviética y delante de Hungría (bronce); sus compañeros de equipo eran: Ralf-Peter Hemmann, Lutz Hoffmann, Roland Brückner, Michael Nikolay y Lutz Mack—.